# U-Bahnhof Mohrenstraße

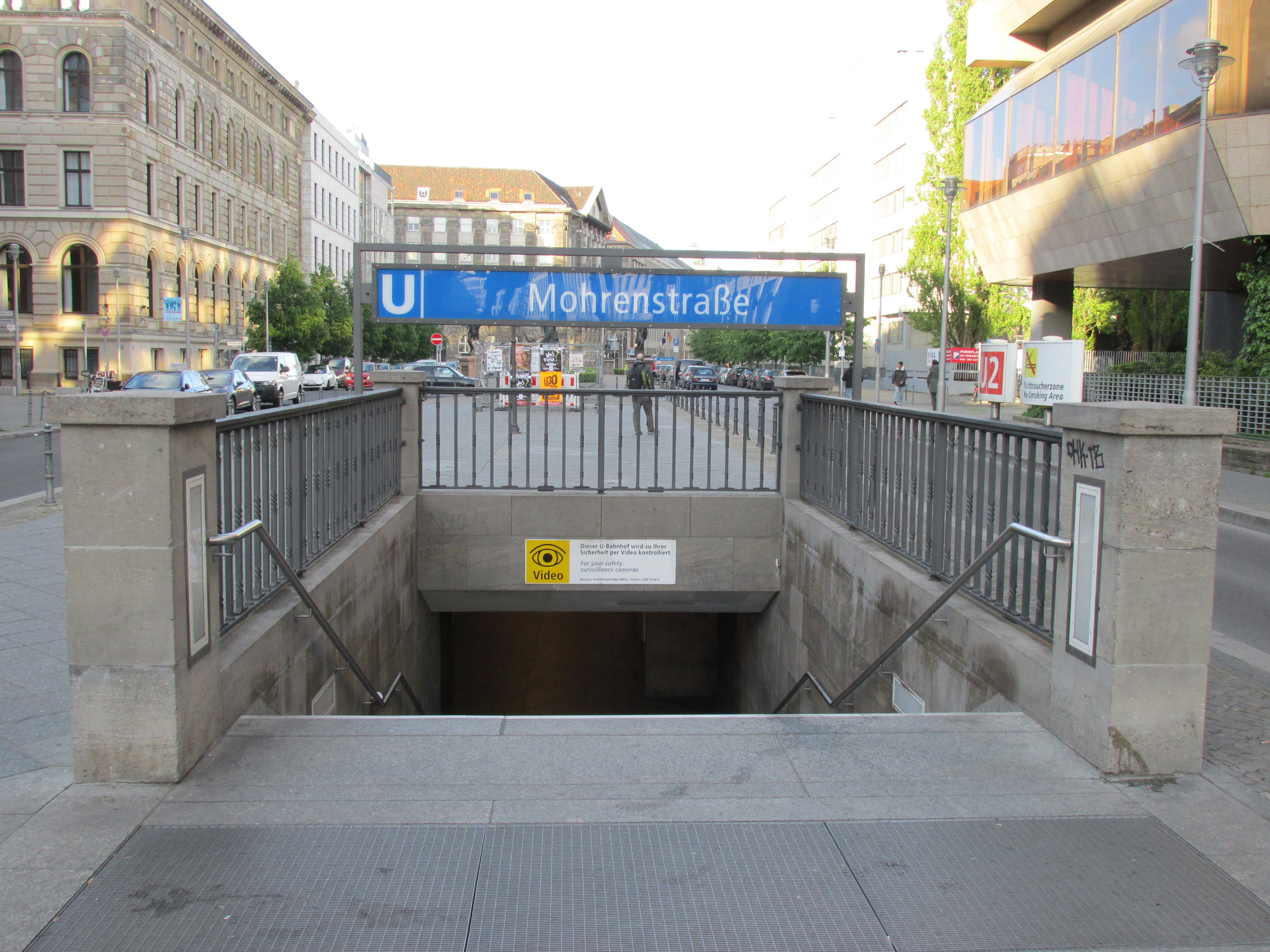
Westlicher Bahnhofseingang in der Mohrenstraße (2015)

Der U-Bahnhof Mohrenstraße liegt an der U-Bahn-Linie U2 im Berliner Ortsteil Berlin-Mitte des gleichnamigen Bezirks. Er hat zwei Gleise an einem Mittelbahnsteig. Nach der Umbenennung der namensgebenden Straße 2025 soll der Bahnhof den Namen Anton-Wilhelm-Amo-Straße tragen.
Der Bahnhof liegt am westlichen Ende der namensgebenden Mohrenstraße, die in Ost-West-Richtung verläuft. Sein westlicher Eingang öffnet sich zur nord-südlich kreuzenden Wilhelmstraße und liegt gegenüber der Einmündung in die Voßstraße. Der Osteingang liegt an der Glinkastraße.

## Geschichte

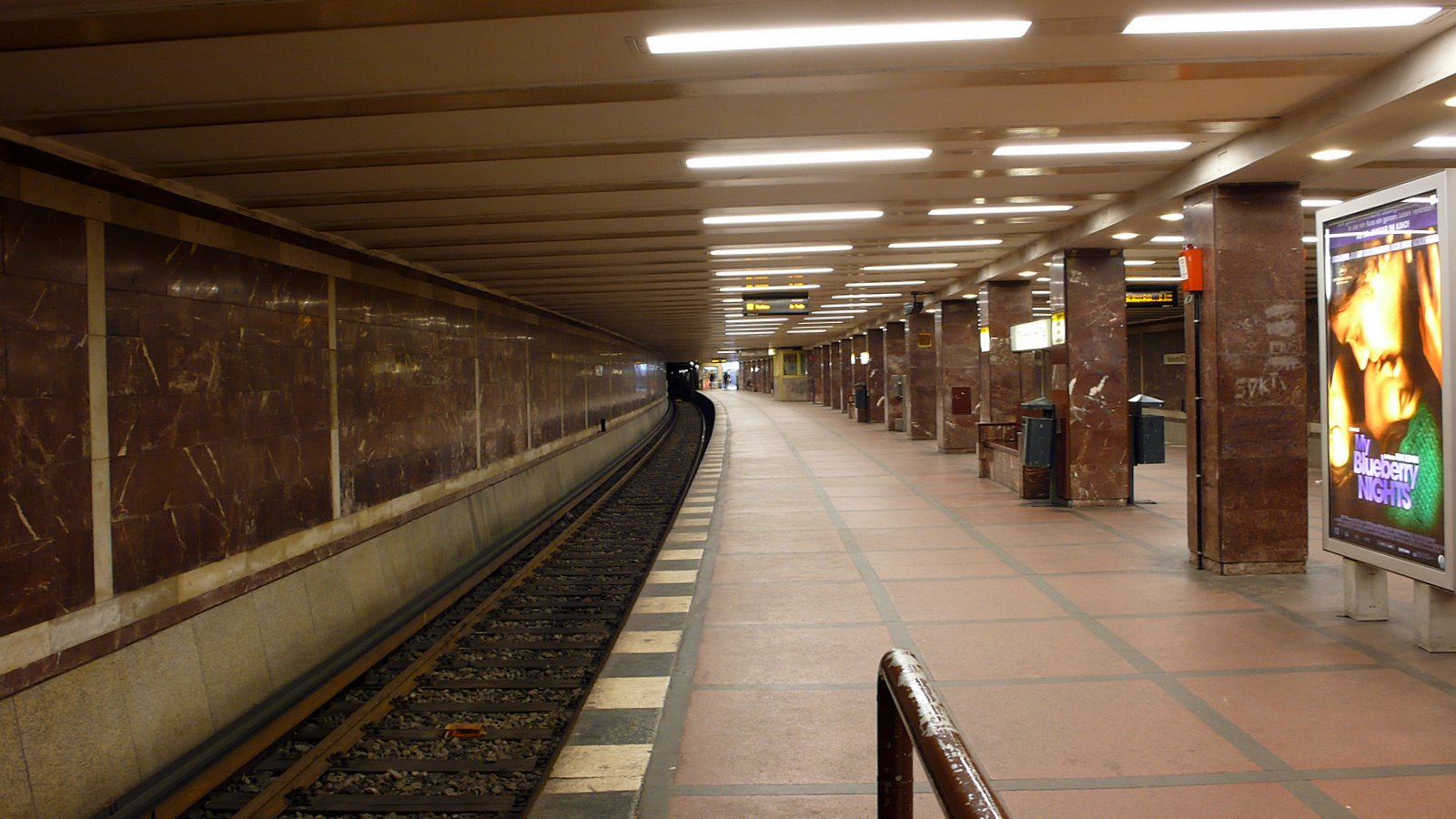
Bahnsteig (um 2010)

Innenwand mit Namenszug (2018)

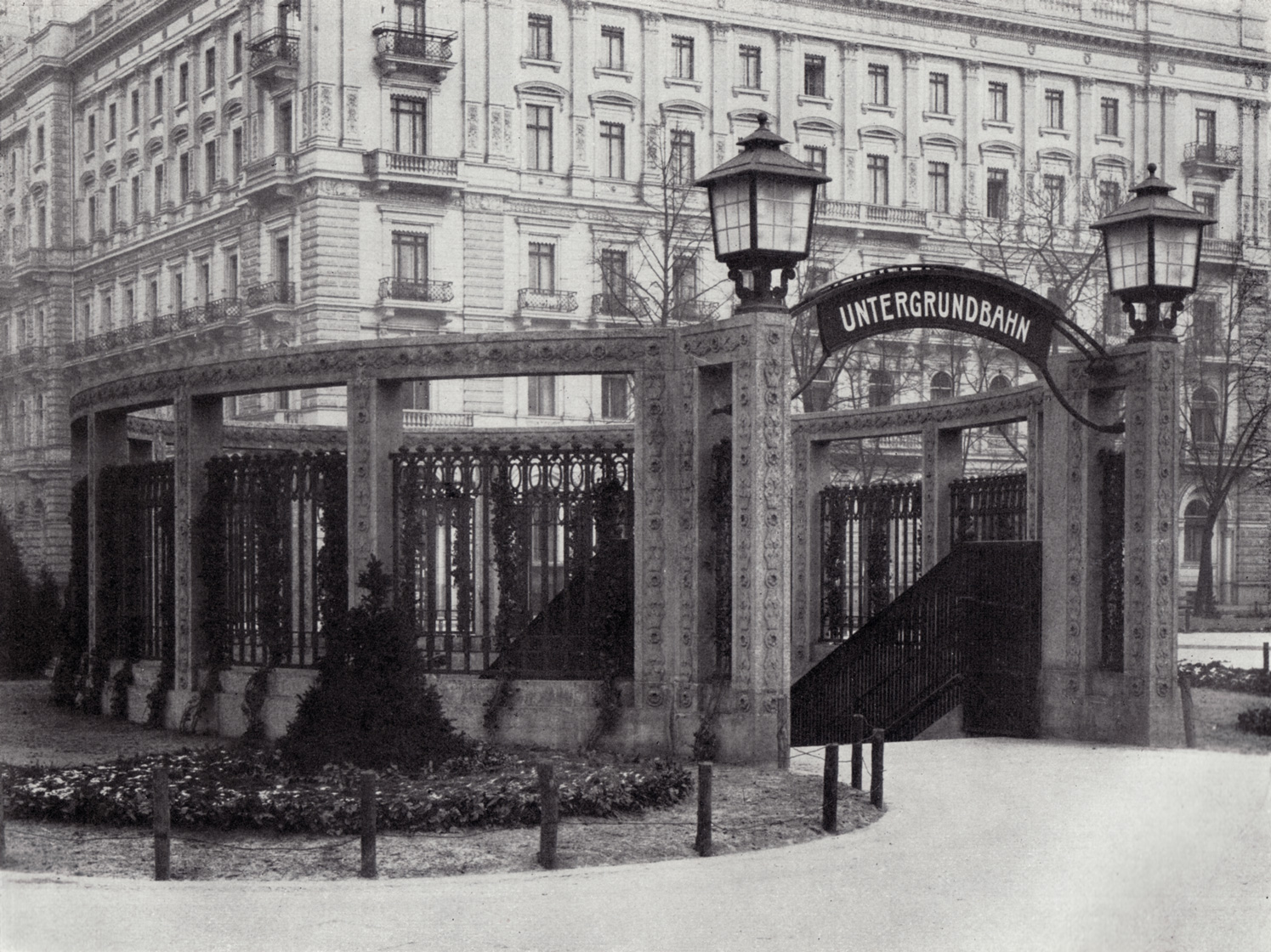
Bahnhofszugang mit Pergola (um 1908)

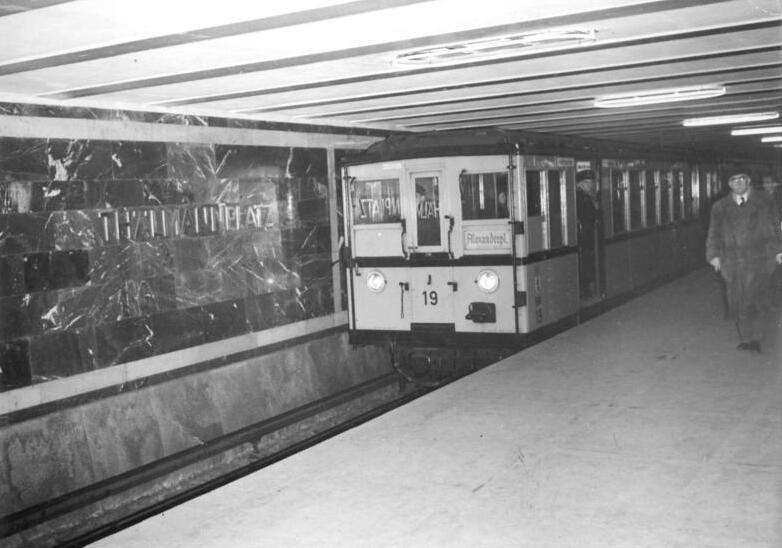
Damaliger U-Bahnhof Thälmannplatz (1950)

Als der U-Bahnhof am 1. Oktober 1908 eröffnet wurde, hieß er Kaiserhof und lag unter zwei markanten Berliner Stadtplätzen, nämlich westlich unter dem Wilhelmplatz, der an die Wilhelmstraße angrenzte, und östlich unter dem Zietenplatz (wie die verbreiterte ehemalige Mündung der Mohrenstraße auf den Wilhelmplatz seit Mitte des 19. Jahrhunderts hieß). Der Bahnhof wurde nach dem  „Hotel Kaiserhof“ benannt, das an der Ecke von Wilhelmplatz und Zietenplatz lag, und damals eines der luxuriösesten Hotels in Berlin war. Ursprünglich sollte der Bahnhof Wilhelmplatz heißen, jedoch gab es bereits eine Station mit diesem Namen in Charlottenburg, die seit 1935 Richard-Wagner-Platz heißt und seit 1978 an der Linie U7 liegt.
Nahe dem Bahnhof lagen damals große Hotels und einige Ministerien, daher legte man großen Wert auf dessen architektonische Gestaltung. Architekt war Alfred Grenander, der den Bahnhof mit weißen Wänden und schwarzen Fliesen als Kennfarbe anlegte.
Aus Anlass der Olympischen Sommerspiele 1936 wurde der Wilhelmplatz von den Nationalsozialisten umgestaltet. Um Raum für Aufmärsche zu schaffen, beseitigte man dabei die Linden und Rasenflächen auf dem Platz, und der markante Pergola-Eingang des U-Bahnhofs auf dessen Mitte wurde durch eine schmucklose, verkleinerte Version ersetzt.
Im Zweiten Weltkrieg wurde der Bahnhof weitestgehend zerstört. Neu eröffnet wurde er am 18. August 1950, dabei wurden Wände, Pfeiler, Einbauten und Bänke mit Saalburger Marmor in der Varietät Königsrot verkleidet. Der Marmor stamme, so behauptete der Spiegel fälschlich, ohne eine Quelle zu nennen, aus der zerstörten Neuen Reichskanzlei. Dieser Mythos ist inzwischen widerlegt.
Ein Jahr nach der Umbenennung des Wilhelmplatzes in Thälmannplatz nach dem ehemaligen Vorsitzenden der KPD Ernst Thälmann wurde auch der Bahnhof entsprechend umbenannt. Da die moderne Bebauung an der Otto-Grotewohl-Straße (wie die Wilhelmstraße seit September 1964 hieß) die frühere Platzanlage jedoch allmählich hatte verschwinden lassen und um Verwechselungen mit dem 1986 eingeweihten Wohngebiet Ernst-Thälmann-Park in Prenzlauer Berg zu vermeiden, gab man die Bezeichnung Thälmannplatz für das nun de facto zum westlichen Ende der Mohrenstraße verengte Areal auf. Seit dem 15. April 1986 trug der Bahnhof der Straße entsprechend den neuen Namen Otto-Grotewohl-Straße.
Der U-Bahnhof war während des Bestehens der Berliner Mauer Endstation der damaligen Ost-Berliner U-Bahn-Linie A nach Pankow (Vinetastraße).
Seit dem ersten Jahrestag der deutschen Wiedervereinigung (3. Oktober 1991) heißt der U-Bahnhof Mohrenstraße. Der damalige Berliner Verkehrssenator Herwig Haase nahm diesen Tag zum Anlass, U-Bahn-Stationen, die nach sozialistischen Politikern bzw. Funktionären benannt waren, umzubenennen. Seit dem 13. November 1993 verkehrt die U-Bahn wieder durchgehend über die Station Mohrenstraße hinaus in Richtung Potsdamer Platz und Gleisdreieck.
Der barrierefreie Ausbau des Bahnhofs ist mit dem am 1. Juni 2017 eröffneten Aufzug abgeschlossen. In diesem Zusammenhang wurden auch Decke und Fußboden der Vorhalle am Ziethenplatz erneuert. Die Kosten des Ausbaus beliefen sich auf rund 1,4 Millionen Euro.
Organisationen und Bewegungen kritisierten den Namen der Straße bzw. des U-Bahnhofs. Im Zuge der antirassistischen Demonstrationen und der damit einhergehenden Debatte um strukturellen Rassismus in Deutschland nach dem Tod von George Floyd im Juni 2020 gaben die Berliner Verkehrsbetriebe bekannt, den Bahnhof umbenennen zu wollen. Als Möglichkeit gaben die Verkehrsbetriebe bekannt, den Namen der angrenzenden Glinkastraße nutzen zu wollen. Daraufhin kam Kritik auf, die auf antisemitische Äußerungen des russischen Komponisten Michail Glinka hinwiesen.

## Anbindung
| Linie | Verlauf |
| ----- | --- |
|       | Pankow – Vinetastraße – Schönhauser Allee – Eberswalder Straße – Senefelderplatz – Rosa-Luxemburg-Platz – Alexanderplatz – Klosterstraße – Märkisches Museum – Spittelmarkt – Hausvogteiplatz – Stadtmitte – Mohrenstraße – Potsdamer Platz – Mendelssohn-Bartholdy-Park – Gleisdreieck – Bülowstraße – Nollendorfplatz – Wittenbergplatz – Zoologischer Garten – Ernst-Reuter-Platz – Deutsche Oper – Bismarckstraße – Sophie-Charlotte-Platz – Kaiserdamm – Theodor-Heuss-Platz – Neu-Westend – Olympia-Stadion – Ruhleben |

Am U-Bahnhof bestehen Umsteigemöglichkeiten von der Linie U2 zu den Omnibuslinien M48 und 300 der BVG.